# Дебінья
Дебора Крістіане де Олівейра або просто Дебінья (порт.-браз. Débora Cristiane de Oliveira / Debinha; нар. 20 жовтня 1991, Бразополіс, Мінас-Жерайс, Бразилія) — бразильська футболістка, нападниця клубу National Women's Soccer League «Норз Кароліна Кураж» та національної збірної Бразилії.

## Клубна кар'єра
Футбольну кар'єру розпочала в 15-річному віці у клубі «Лорена», в якому провела два сезони. Після цього перебралася до перебралася до «Саада» зі Сан-Каетану-ду-Сул, переможця першого розіграшу кубку Бразилії. У команді провела також два сезони. Після цього стала гравчинею «Португези» (Сан-Паулу), в якому провела один сезон. Взимку 2010 року підсилила «Фож Катаратаж», у складі якого завоювала свій перший трофей, кубок Бразилії. 2011 року повернулася до Сан-Паулу, де підсилила місцевий «Сентру Олімпіку».
Після переходу у серпні 2013 року до «Авальдснеса» Росана попросила норвезький клуб підписати й Дебінью. Дебінья стала найкращою бомбардиркою Топпсерієна 2014 року.
Наприкінці 2014 року її віддали у нетривалу оренду разом з Розаною, з листопада по грудень, у «Сан-Жозе» під час успішної спроби клубу виграти Кубок Лібертадорес та Міжнародний клубний чемпіонат у цьому ж році. На початку 2015 року повернулася до Норвегії.

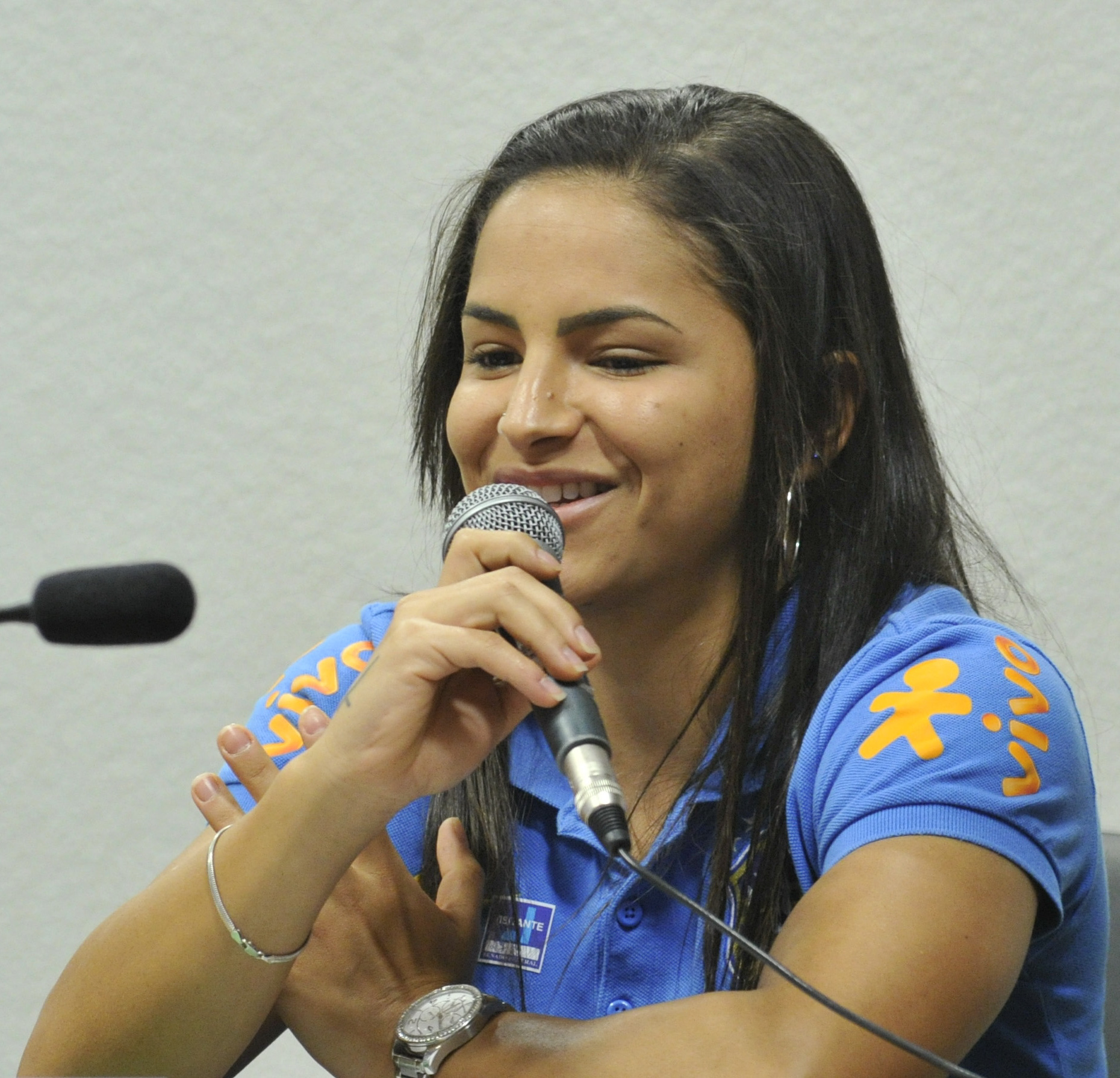
Дебінья (2015)

З лютого 2016 року по січень 2017 року виступала за «Далянь Канджян» з жіночої Суперліги Китаю.
5 січня 2017 року Дебінья підписала контракт із представником Національної жіночої футбольної ліги США «Вестерн Нью-Йорк Флеш», але за декілька днів після цього, керівництво оголосило, що клуб проданий та переїжджає з Рочестера, штат Нью-Йорк до Кері, Північна Кароліна. Цікаво, що Дебінью не поінформували про плани щодо переїхду при підписанні контракту. Вона продовжила виступи в Північній Кароліні, з початку сезону стала основною півзахисницею та відзначмлася першим голом «Кураж» на своєму домашньому стадіоні.
Зіграла у всіх матчах регулярного сезону 2017 року та відзначилася 4-ма голами. У півфінальному матчі плей-оф проти «Чикаго Ред Старз» вийшла на поле в стартовому складі, але на 10-ій хвилині вивихнула лікоть та достроково покинула поле. Вище вказана травма змусила її пропустити матч чемпіонату, в якому «Кураж» програв з рахунком 0:1 «Портленд Торнз».
У березні 2018 році потрапила до команди місяця NWSL. У регулярному сезоні відзначилася 8-ма голами, чим допомогла «Кураж» виграти другий поспіль NWSL Shield. У півфінальному та фінальному матчі плей-оф виходила в стартовому складі. Відзначилася голом на 13-ій хвилині поєдинку Чемпіоншипу, завдяки чому допомогла перемогти «Портленд Торнс» (3:0) та завоювати команді NWSL Championship 2018.

## Кар'єра в збірній

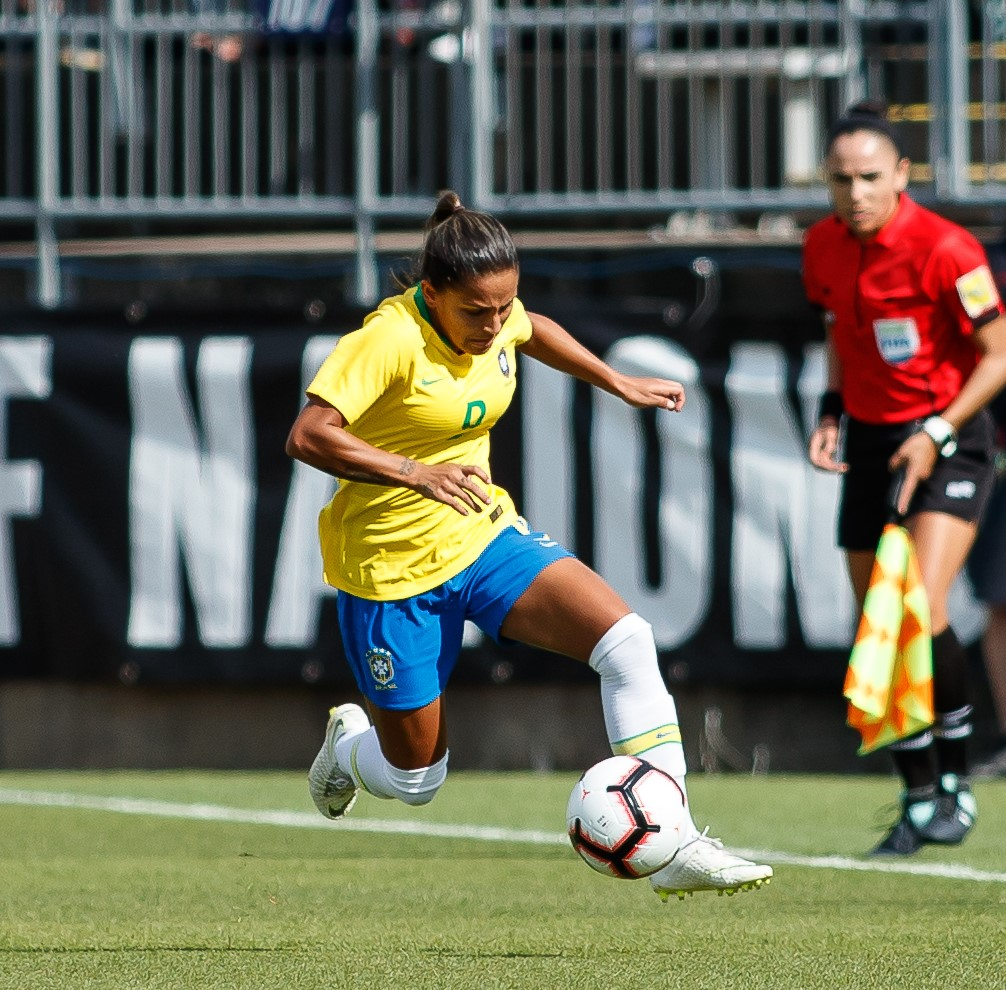
Дебінья під час гри за збірну Бразилію у 2018 році.

У футболці молодіжної збірної Бразилії (U-20) виступала в фінальній частині чемпіонату світу 2010 року в Німеччині.
У футболці національної збірної Бразилії дебютувала 18 жовтня 2011 року в переможному (2:0) поєдинку проти Аргентини на Панамериканських іграх 2011 року в Гвадалахарі. Потрапила до резервного списку збірної Бразилії на Олімпіаду 2012 року в Лондоні.
У грудні 2013 року відзначилася двома голами у переможному (3:1) поєдинку Міжнародного жіночого футбольного турніру в Бразилії 2013 року проти Шотландії.
Дебінья стала однією з чотирьох гравчинь NWSL, яких викликали до складу збірної Бразилії на жіночому чемпіонаті світу 2019 року у Франції.
18 лютого 2021 року в переможному (4:1) для Бразилії поєдинку SheBelieves Cup 2021 проти Аргентини провела свій 100-ий матч за національну збірну.

### Голи за збірну
| Гол | Дата       | Місце                | Суперник          | #   | Рахунок | Результат | Змагання                  |
| --- | ---------- | -------------------- | ----------------- | --- | ------- | --------- | ------------------------- |
| 1   | 20-10-2011 | Гвадалахара, Мексика | Коста-Рика        | 1.1 | 1—0     | 2—1       | Панамериканські ігри 2011 |
| 2   | 27-10-2011 | Гвадалахара, Мексика | Канада            | 1.1 | 1—0     | 1—1       | Панамериканські ігри 2011 |
| 3   | 16-12-2012 | Сан-Паулу, Бразилія  | Данія             | 1.1 | 2—0     | 2—1       | Міжнародний турнір 2012   |
| 4   | 25-09-2013 | Сав'єс, Швейцарія    | Мексика           | 2.1 | 2—0     | 4—0       | Кубок Вало 2013           |
| 5   | 25-09-2013 | Сав'єс, Швейцарія    | Мексика           | 2.2 | 3—0     | 4—0       | Кубок Вало 2013           |
| 6   | 15-12-2013 | Бразиліа, Бразилія   | Шотландія         | 2.1 | 2—0     | 3—1       | Міжнародний турнір 2013   |
| 7   | 15-12-2013 | Бразиліа, Бразилія   | Шотландія         | 2.2 | 3—0     | 3—1       | Міжнародний турнір 2013   |
| 8   | 22-12-2013 | Бразиліа, Бразилія   | Чилі              | 1.1 | 5—0     | 5—0       | Міжнародний турнір 2013   |
| 9   | 06-04-2014 | Брисбен, Австралія   | Австралія         | 1.1 | 0—1     | 0—1       | Товариський матч          |
| 10  | 10-12-2014 | Бразиліа, Бразилія   | Аргентина         | 1.1 | 1—0     | 4—0       | Міжнародний турнір 2014   |
| 11  | 18-12-2014 | Бразиліа, Бразилія   | КНР               | 1.1 | 3—0     | 4—1       | Міжнародний турнір 2014   |
| 12  | 01-12-2015 | Куяба, Бразилія      | Нова Зеландія     | 1.1 | 5—1     | 5—1       | Товариський матч          |
| 13  | 09-12-2012 | Натал, Бразилія      | Тринідад і Тобаго | 1.1 | 5—0     | 11—0      | Міжнародний турнір 2014   |
| 14  | 13-12-2012 | Натал, Бразилія      | Мексика           | 1.1 | 3—0     | 6—0       | Міжнародний турнір 2014   |
| 15  | 16-12-2012 | Натал, Бразилія      | Канада            | 1.1 | 2—0     | 2—1       | Міжнародний турнір 2014   |
| 16  | 02-03-2016 | Лагос, Португалія    | Нова Зеландія     | 1.1 | 1—0     | 1—0       | Кубок Алгарве 2016        |
| 17  | 23-07-2016 | Форталеза, Бразилія  | Австралія         | 1.1 | 1—1     | 3—1       | Товариський матч          |
| 18  | 11-12-2016 | Манаус, Бразилія     | Росія             | 2.1 | 0       | 4—0       | Міжнародний турнір 2016   |
| 19  | 11-12-2016 | Манаус, Бразилія     | Росія             | 2.2 | 4—0     | 4—0       | Міжнародний турнір 2016   |
| 20  | 14-12-2016 | Манаус, Бразилія     | Італія            | 1.1 | 3—1     | 3—1       | Міжнародний турнір 2016   |
| 21  | 18-12-2016 | Манаус, Бразилія     | Італія            | 1.1 | 5—3     | 5—3       | Міжнародний турнір 2016   |
| 22  | 16-09-2017 | Пенріт, Австралія    | Австралія         | 1.1 | 2—1     | 2—1       | Товариський матч          |
| 23  | 28-11-2017 | Ла-Серена, Чилі      | Чилі              | 1.1 | 0—3     | 0—3       | Товариський матч          |
| 24  | 05-04-2018 | Кокімбо, Чилі        | Аргентина         | 1.1 | 3—1     | 3—1       | Кубок Америки 2018        |
| 25  | 07-04-2018 | Кокімбо, Чилі        | Еквадор           | 1.1 | 7—0     | 8—0       | Кубок Америки 2018        |
| 26  | 19-04-2018 | Ла-Серена, Чилі      | Аргентина         | 1.1 | 3—0     | 3—0       | Кубок Америки 2018        |
| 27  | 26-07-2018 | Канзас-Сіті, США     | Австралія         | 1.1 | 1—3     | 1—3       | Турнір націй 2018         |
| 28  | 02-03-2019 | Нашвілл, США         | Японія            | 1.1 | 1—3     | 1—3       | SheBelieves Cup 2019      |
| 29  | 29-08-2019 | Сан-Паулу, Бразилія  | Аргентина         | 1.1 | 3—0     | 5—0       | Міжнародний турнір 2019   |
| 30  | 05-10-2019 | Мідлсбро, Англія     | Англія            | 2.1 | 0—1     | 1—2       | Товариський матч          |
| 31  | 05-10-2019 | Мідлсбро, Англія     | Англія            | 2.2 | 0—2     | 1—2       | Товариський матч          |
| 32  | 08-10-2019 | Кельці, Польща       | Польща            | 1.1 | 1—1     | 1—3       | Товариський матч          |
| 33  | 12-12-2019 | Сан-Паулу, Бразилія  | Мексика           | 1.1 | 2—0     | 6—0       | Товариський матч          |
| 34  | 15-12-2019 | Арараквара, Бразилія | Мексика           | 1.1 | 2—0     | 4—0       | Товариський матч          |
| 35  | 27-11-2020 | Сан-Паулу, Бразилія  | Еквадор           | 3.1 | 1—0     | 6—0       | Товариський матч          |
| 36  | 27-11-2020 | Сан-Паулу, Бразилія  | Еквадор           | 3.2 | 2—0     | 6—0       | Товариський матч          |
| 37  | 27-11-2020 | Сан-Паулу, Бразилія  | Еквадор           | 3.3 | 5—0     | 6—0       | Товариський матч          |
| 38  | 01-12-2020 | Сан-Паулу, Бразилія  | Еквадор           | 1.1 | 1—0     | 8—0       | Товариський матч          |
| 39  | 18-02-2021 | Орландо, США         | Аргентина         | 1.1 | 2—0     | 4—0       | SheBelieves Cup 2021      |
| 40  | 24-02-2021 | Орландо, США         | Канада            | 1.1 | 1—0     | 2—0       | SheBelieves Cup 2021      |
| 41  | 21-07-2021 | Ріфу, Японія         | КНР               | 1.1 | 2—0     | 5—0       | Літня Олімпіада 2020      |
| 42  | 24-07-2021 | Ріфу, Японія         | Нідерланди        | 1.1 | 1—1     | 3—3       | Літня Олімпіада 2020      |

## Досягнення

### Клубні
«Норз Кароліна Кураж»
- Чемпіонат NWSL
  -  Чемпіон (2): 2018, 2019

- NWSL Shield
  -  Володар (3): 2017, 2018, 2019

особисті
- NWSL Second XI: 2018
- NWSL Championship Game MVP: 2019

### У збірній
- Кубок Америки
  -  Володар (1): 2018

### Індивідуальні
- Жіноча футбольна збірна КОНМЕБОЛ за версією IFFHS 2011–2020 років[16].

## Особисте життя
Дебінья відкрита лесбійка, перебуває у стосунках з Мередіт Спек, одноклубницею з «Норз Кароліна Кураж».